# Oedipina alfaroi
Oedipina alfaroi là một loài kỳ giông trong họ Plethodontidae.
Nó được tìm thấy ở Costa Rica và Panama.
Các môi trường sống tự nhiên của chúng là các khu rừng ẩm ướt đất thấp nhiệt đới hoặc cận nhiệt đới và các đồn điền.
Nó bị đe dọa do mất môi trường sống.